# Ібрагім Ругова
Ібрагі́м Руго́ва (алб. Ibrahim Rugova; 2 грудня 1944, Црнце — 21 січня 2006, Приштина) — косовський політичний і державний діяч, перший президент Косова.

## Біографія
Ібрагім Ругова навчався в Університеті Приштини де здобув докторський ступінь, згодом, протягом двох років (1976–1977) продовжував навчання у французькій Сорбонні. Крім албанської вільно володів сербською, англійською та французькою мовами. Був головою Спілки письменників Косова.
Помер від рака легенів.
Був одружений і мав трьох дітей.

## Політична діяльність
Протягом тривалого часу Ругова очолював боротьбу косовських албанців за створення албанської держави у Косові, був беззаперечним духовним і політичним лідером косоварів. Створив і очолив провідну косовську партію «Демократичну лігу Косова». За непримиренність у веденні боротьби проти Сербії отримав прізвисько «Балканський Ганді».
Перебував на посаді президента автономної косовської республіки у складі Сербії з 25 травня 1992 — по 1 лютого 2000 (з 5 травня до 30 липня 1999 у вигнанні в Італії). А з 4 березня 2002 по 21 січня 2006 був президентом де-факто незалежного Косова і залишався на посаді до своєї смерті у 2006 році.